# Chauvigny-du-Perche
Chauvigny-du-Perche település Franciaországban, Loir-et-Cher megyében. Lakosainak száma 230 fő (2022. január 1.). Chauvigny-du-Perche Bouffry, La Chapelle-Vicomtesse, Fontaine-Raoul, Romilly és La Ville-aux-Clercs községekkel határos.

## Népesség
A település népességének változása:
| Lakosok száma | 418  | 287  | 257  | 229  | 229  | 225  | 220  | 226  | 229  | 230  |
|               | 1968 | 1982 | 1990 | 2006 | 2013 | 2015 | 2017 | 2019 | 2020 | 2022 |